# NRW-MIX
Der NRW-MIX war ein von der Börse Düsseldorf entwickelter Aktienindex. Er setzte sich zusammen aus den 50 größten Aktiengesellschaften in Nordrhein-Westfalen, die nicht im DAX 30 vertreten sind. Der Index wurde erstmals am 3. September 2007 veröffentlicht. Zwar hat laut telefonischer Auskunft am 26. November die Börse Düsseldorf die Berechnung des NRW-MIX zum 30. Juli 2015 beendet (26. November 2015, Börse Düsseldorf AG), aber die kursliste des NRW-Mix wird weiterhin berechnet und veröffentlicht.
Zum NRW-Mix gehören zum Beispiel Aktien von Rheinmetall, Vonovia, Evonik Industries, Brenntag, Hochtief, LEG Immobilien, Gerresheimer, GEA Group, Klöckner, Deutz und Aixtron (nach Höhe der Börsenumsätze am 23. Juni 2022).
Die Zusammenstellung der Unternehmen führte dazu, dass sich der Index unabhängig vom DAX verhält. Dadurch war der NRW-MIX geeignet als Indikator für die wirtschaftliche Entwicklung in Nordrhein-Westfalen, ohne von DAX-Schwergewichten beeinflusst zu werden. Der Index startete mit 1.000 Punkten rückgerechnet auf den 21. März 2003.
Der Index enthielt Unternehmen unterschiedlicher Branchen, Größen und Standorte. Als Marktbarometer sollte der Index nach Aussage der Börse Düsseldorf insbesondere auch für mehr Aufmerksamkeit für die Unternehmen bei Analysten, Investoren und Medien sorgen.
Der NRW-MIX wurde auf Basis der Marktkapitalisierung des Freefloat errechnet, also dem Anteil der Aktien, die frei gehandelt werden und damit für Investoren interessant sind. Unternehmen mit weniger als 5 Prozent Freefloat wurden nicht aufgenommen. Der Index wurde börsentäglich auf Basis der Schlusspreise berechnet und veröffentlicht, und zwar als Performance- und als Preisindex. Der Index wurde auf der Internetseite der Börse Düsseldorf veröffentlicht. Dort konnte auch die jeweils aktuelle Zusammensetzung eingesehen werden, die zweimal jährlich im Frühjahr und im Herbst überprüft und in besonderen Fällen (z. B. Squeeze-out, Delisting o. ä.) geändert wurde.